# Lezginština
Lezginština je severovýchodokavkazský jazyk. Mluví jím Lezgové, kteří žijí na jihu autonomní republiky Dagestán, v severním Ázerbájdžánu a také v Turkmenistánu, Uzbekistánu, Kazachstánu, Turecku a dalších zemích. Jde o úřední jazyk Dagestánu. V Červené knize ohrožených jazyků UNESCO je klasifikován jako zranitelný.